# Westpolder (Berkel)
Westpolder is een polder in de gemeente Lansingerland in de Nederlandse provincie Zuid-Holland. De polder behoorde eerst tot waterschap Polder Berkel (in 1977 opgegaan in Hoogheemraadschap van Delfland).
In het zuiden grenst de polder aan de binnenboezem (de Rodenrijschevaart) en de Polder Oudeland (nu industrieterrein Oudeland).
De polder is grotendeels bebouwd met woningen en wordt doorkruist door de RandstadRail metrolijn en de N471. In het poldergebied ligt het metrostation Berkel Westpolder.

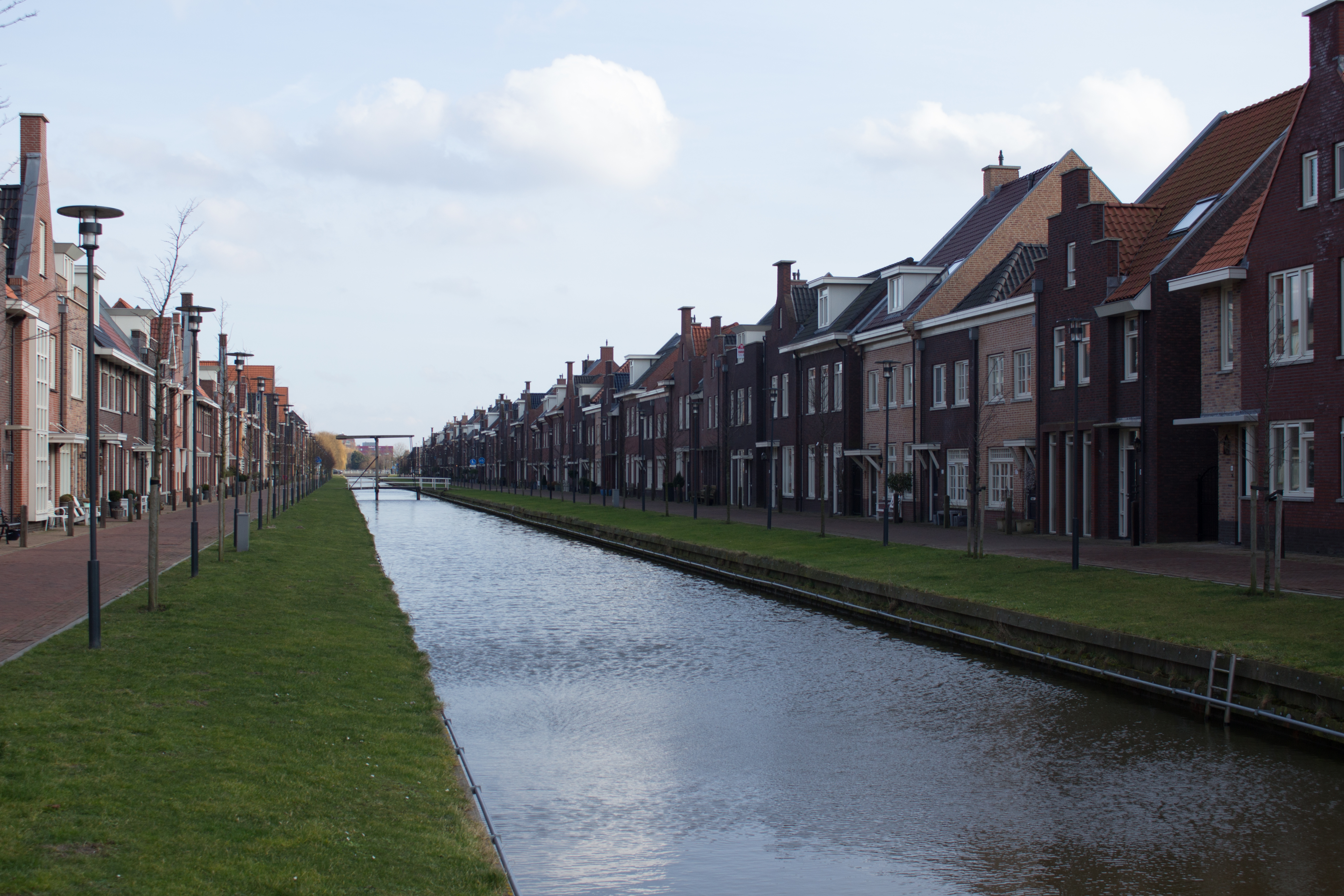
Nieuwbouw in de Westpolder